# Huang Yuting
Dans ce nom chinois, le nom de famille, Huang, précède le nom personnel.
Huang Yuting (en chinois : 黄雨婷), née le 3 septembre 2006, est une tireuse sportive chinoise, sacrée championne du monde de la carabine à 10 mètres air comprimé mixte en 2022 (avec Yang Haoran) et 2023 (avec Sheng Lihao).

## Carrière
Aux Championnats du monde 2022, elle remporte à 16 ans trois médailles à la carabine à 10 mètres air comprimé avec l'argent en individuel, l'or par équipe et l'or en mixte avec Yang Haoran. 
L'année suivante, elle conserve son titre par équipe mixte lors des Championnats du monde 2023 avec son compatriote Sheng Lihao ; aux Jeux asiatiques 2022 qui a lieu en octobre 2023, elle rafle les trois titres en individuel, par équipe féminine et équipe mixte.
Elle participe aux jeux olympiques 2024. Lors de la première journée de compétition, elle est associée à Sheng Lihao pour épreuve mixte de carabine à 10 m air comprimé et réalise à eux deux un score de 632.2, premiers des qualifications ; elle remporte l'or en battant la paire sud-coréenne par un total de 16 à 12.